# Auroraceratops
Auroraceratops rugosus
Genre
Espèce
Auroraceratops est un genre éteint de dinosaures cératopsiens assez primitifs, découvert en Chine dans des sédiments de l'Aptien (Crétacé supérieur), soit il y a environ entre 121,4 et 113,2 millions d'années. 
Une seule espèce est rattachée au genre, Auroraceratops rugosus, décrite en 2005 par Hailu You (d), Da-Qing Li (d), Qiang Ji (d), Matthew C. Lamanna (d) et Peter Dodson.

## Étymologie
Le nom de genre Auroraceratops, qui signifie littéralement « face cornue de l'aube », combine le mot latin « aurora », « aube », et les mots du grec κέρας (kéras) signifiant « corne » et ὤψ (ops) signifiant « visage ». L'épithète spécifique latin rugosus, « rugueux »  fait référence à l'aspect rugueux des os de la surface du crâne et de la mâchoire, en particulier l'aspect ridé de l'os lacrymal, distinctif de cet animal.

## Description

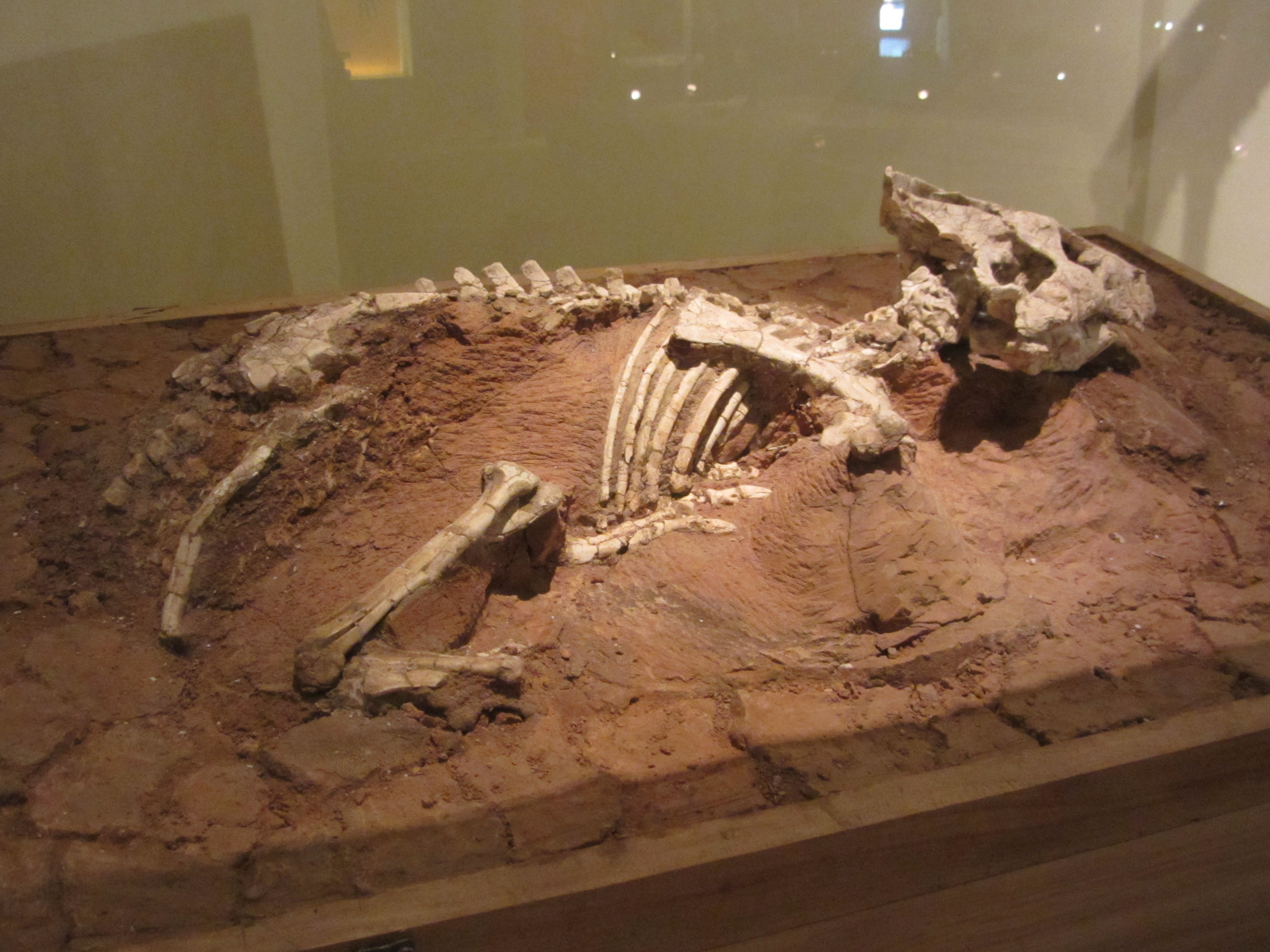
Moulage reconstituant la position du fossile d'Auroraceratops sur son site de découverte.

Le spécimen holotype, référencé IG-2004-VD-001, est constitué d'un crâne presque complet d'un jeune adulte.
C'est un cératopsien de petite taille. Thomas Holtz estime sa longueur totale à environ  1,50 mètre.
Auroraceratops a un museau court et large à la différence de la plupart des autres néoceratopsiens où ils ont longs et étroits. Son crâne, d'une longueur d'environ 20 centimètres, est également assez large et plat.
Ses prémaxillaires portent au moins deux paires de dents striées ressemblant à des crocs.
Les zones rugueuses de la tête, comme les contours des yeux, l'os jugal et les parties de la mandibule qui lui font face devaient être couvertes de kératine. Ces protubérances devaient avoir un rôle lors des parades nuptiales à la fois de démonstration et de reconnaissance intra-spécifique et aussi pour des combats à coups de tête entre mâles.

## Classification
En 2014, une analyse phylogénétique des cératopsiens, conduite par Andrew A. Farke (d) et al., ne retient plus l'attribution à la famille des Archaeoceratopsidae, mais confirme Auroraceratops comme un néocératopsien assez basal, placé en groupe frère de Yamaceratops.